# Grandparigny
Grandparigny é uma comuna francesa na região administrativa da Normandia, no departamento da Mancha. Estende-se por uma área de 34.61 km². Em 2010 a comuna tinha 2 751 habitantes (densidade: 79,5 hab./km²).
Foi criada em 1 de janeiro de 2016, a partir da fusão das antigas comunas de Chèvreville, Martigny, Milly e Parigny (sede da comuna).